# Harrying of the North
Unter dem (feststehenden) Begriff Harrying of the North (auch Harrowing of the North, etwa Plünderung des Nordens) versteht man in der englischen Geschichte den Feldzug Wilhelms des Eroberers zur Unterwerfung der nördlichen Gebiete seines neuen Königreichs im Winter 1069/1070 als Teil der normannischen Eroberung Englands. Betroffen waren vor allem Northumbria und die Midlands. Der Norden Englands war zu dieser Zeit von freien Bauern und Skandinaviern bewohnt, und mit den Feldzügen wurde ihre weitgehende Unabhängigkeit unterdrückt. Es wird angenommen, dass etwa 150.000 Menschen zu Tode kamen. Die Politik der Verbrannten Erde hinterließ – was im Domesday Book, das zwanzig Jahre später entstand, nachzulesen ist – ein entvölkertes und verwüstetes Land.

## Hintergrund
Nach der Absetzung Edgar Ethelings als König von England (den Wilhelm ohnehin nie anerkannt hatte) im Dezember 1066 war den Bewohnern Nordenglands der staatliche Schutz entzogen, da Wilhelms Sieg hier oben noch nicht gesichert war. Als Menschen mit angelsächsischen und skandinavischen Wurzeln bevorzugten sie als Herrscher Angehörige des schwedischen Hauses Munsö, der norwegischen Dynastie Harfagre oder des angelsächsischen Hauses Wessex. Wilhelm hingegen betrachtete die Nordengländer, die ihm nie gehuldigt hatten, als Untertanen Eduard des Bekenners, den er wiederum als seinen direkten Vorgänger ansah.
Die Situation in Northumbria wollte Wilhelm durch die schnelle Ernennung von Copsi zum Earl regeln, eines Einheimischen, der sich ihm unterworfen hatte. Copsi wurde jedoch von Osulf ermordet, einem Sohn des Earl Eadwulf III., dessen Familie lange Zeit in Bernicia und zeitweise auch in Northumbria regiert hatte. Als der Usurpator Osulf ebenfalls getötet wurde, verkaufte Wilhelm die Grafschaft an dessen Vetter Gospatric, der sich 1068 jedoch Edgar Ethelings Aufstand anschloss. Mit der Unterstützung von Edwin, Earl of Mercia und Morcar, dem abgesetzten Earl of Northumbria, erhob sich Edgar gegen den neuen König, wurde aber fast sofort geschlagen. Er floh an den Hof des schottischen Königs Malcolm III., der seine Schwester Margarete heiratete und Edgar im Gegenzug seine Unterstützung gewährte. Des Weiteren trat Edgar mit Sven Estridsson in Verbindung, dem König von Dänemark und Neffen von Knut dem Großen. 1069 fielen er und seine Verbündeten ins Land ein und zogen nach Durham, wo sie den neuernannten normannischen Earl Robert de Comines ermordeten.

## Die Plünderung
Ethelwin verließ daraufhin das normannische Lager (als einziger englischer Prälat, der dies wagte), und eine Armee von Schotten, Wikingern und Angelsachsen fiel in den Norden ein, um den Thron für die alte Dynastie zurückzuholen. Die Invasoren eroberten York, machten danach aber keine Fortschritte mehr und die Northumbrier versäumten es auch, einen unabhängigen Staat auszurufen. Wilhelm ließ sofort eine eigene Armee nach Norden marschieren, die unterwegs alles niederwalzte, um den Gegner zu vernichten. Edgar floh erneut nach Schottland, und Wilhelm zahlte die Dänen aus, damit sie sein Land verließen.
Vom Humber bis zum Tees hinauf brannten Wilhelms Männer ganze Dörfer nieder und töteten die Einwohner. Lebensmittelvorräte wurden vernichtet, das Vieh geschlachtet, so dass jeder, der das Massaker überlebte, im Winter an Hunger sterben musste. Es trat Kannibalismus auf, dem Seuchen folgten.
Erst 1072 ernannte Wilhelm einen neuen Earl von Northumbria. Im gleichen Jahr schloss er Frieden mit Schottland. 1074 verständigten sich auch Wilhelm und Edgar, so dass jeder Widerstand um die Krone nun auch theoretisch ausgeschlossen war.
Aus normannischer Sicht war die Taktik ein durchschlagender Erfolg, da weite Gebiete bis hinunter nach Staffordshire entvölkert waren (wasta est, wie das Domesday Book verzeichnet) und weitere Aufstände ausblieben. Zeitgenössische Biographen Wilhelms sehen den Feldzug als Wilhelms grausamste Tat und als Fleck auf seiner Seele, allerdings wurde sie bis zur Whig Interpretation of History Herbert Butterfields (1931) kaum erwähnt und gehörte auch nicht zum Allgemeinwissen.
Die Konsequenzen für den Norden waren immens. Bis zum späten Mittelalter gab es ein großes wirtschaftliches Gefälle zwischen dem Süden und dem Norden, noch heute ist der Norden – trotz der Industriellen Revolution – die ärmere Hälfte Englands.